# My Friend Pedro
『My Friend Pedro』（マイフレンドペドロ）は、スウェーデンのインディーゲームスタジオDeadToast Entertainmentが開発した横スクロールアクションゲーム。2014年にAdult Swim GamesやArmor Games等のウェブサイト上で公開された無料ブラウザゲーム版と、2019年にDevolver Digitalより発売されたPC・家庭用ゲーム機版の2種類が存在する。

## 概要
裏社会に生きる主人公の男が、目の前に突然現れた喋るバナナ・ペドロとともにギャングたちとの銃撃戦を繰り広げる。プレイヤーは主人公を操作し、道中で手に入る様々な銃や時間の流れを遅くする能力（ブラウザゲーム版では「SLOW DOWN」、PC・家庭用ゲーム機版では「フォーカス（FOCUS）」）などを駆使しながら各ステージを攻略していく。
開発元のDeadToast EntertainmentはVictor Ågrenが1人で運営するインディーゲームスタジオで、本作の開発もBGMを除き全て1人で手掛けている。Ågrenは十代の学生時代の卒業制作としてAdobe Flashを用いたブラウザゲームに取り掛かったが、ゲーム会社メディアモレキュールへの就職を機に6〜7年ほど中断する。その後、2013年に退職してから開発を再開し完成したバージョンをウェブサイトで公開するとプレイ人数が100万人規模の人気となり、続編を希望する意見が多く寄せられた。これを受け、ÅgrenはUnityを独学で学びながら新作を開発し始めたが、ある時、ÅgrenがYouTubeにアップロードしたゲーム動画にDevolver Digitalが注目し、発売元契約の締結に繋がった。

## ブラウザゲーム版
ブラウザゲーム版は2014年5月15日に無料公開された。プレイするには、ウェブブラウザがAdobe Flashに対応している必要がある。
主人公の左右移動・ジャンプ・しゃがみの動作はキーボードのA・D・W・Sキーで、銃の照準合わせと弾の発射はマウスの移動・左クリックで行う。また、SHIFTまたはSPACEキーで「SLOW DOWN」状態となる。このほか、ジャンプ時に壁を蹴ってもう一段ジャンプする「WALL JUMP」やしゃがんで前転する「ROLL」のアクションもある。主人公は初期装備として拳銃と近接攻撃用のナイフを所持しているが、道中で敵を倒した際にまれに別種類の銃が手に入る。銃は使用弾数に上限がある。
ゲームの流れは、チュートリアル用ステージ1つ、通常ステージ5つ、ボスステージ1つを順に攻略していく構成で、ゴール地点への到達やボス撃破でステージクリア、主人公のライフが尽きるとステージ開始地点からの再開となる。クリア済みのステージは、メニュー画面から選択してプレイすることもできる。
2014年12月9日には、本作のシステムとグラフィックをベースとしたゲーム『My Friend Pedro: Arena』が無料公開された。このゲームは、限られた空間の中で次々と現れる敵を倒していき、ゲームオーバーになるまでのスコアを多く獲得することを目指す内容となっている。
ステージは全部で6つあるが、最初のステージ以外は初期段階では選択できず、ステージ終了時にスコアに応じて手に入る「Coupon」（クーポン）を一定数消費することで解禁できる。敵を倒した際のスコアは、一定時間内に連続で倒すことでコンボ状態となり飛躍的に上昇するほか、頭を撃ち抜く「Headshot」や壁蹴り後の空中から銃撃して倒す「Wall jump kill」など特殊な倒し方をした場合に通常より多くのスコアが得られる。このスコアシステムは後のPC・家庭用ゲーム機版でも採用されている。

## PC・家庭用ゲーム機版
PC・家庭用ゲーム機版は、Devolver DigitalよりSteam・Nintendo Switch・Xbox One・PlayStation 4用ソフトが発売された。本作のタイトルは、副題付きの『My Friend Pedro: Blood Bullets Bananas』と表記されることもある。
主人公のアクションは基本的にブラウザゲーム版のものを踏襲しているが、新たに、体をターンさせて敵の弾丸を回避するアクションや敵を蹴り飛ばす攻撃が追加された。また、拳銃を両手に持った二丁拳銃状態の時には、1人の敵にロックオンしたまま別の敵に狙いを定め2人を同時に攻撃することもできる。一方、時間の流れを緩やかにする「フォーカス」は使用時間に制限がつき、画面上のゲージが尽きると一定時間使用不可となる。このほか、各ステージには様々なギミックがあり、滑車つきワイヤーに掴まりながらの攻撃、蹴り上げたフライパン等に弾を当て弾道を変える反射攻撃、スケートボードでの移動など多様なアクションを行うことができる。
全部で7つのエリアがあり、最初のチュートリアルエリアと最後のボス戦エリア以外の5つは複数のステージに分かれている。ブラウザゲーム版ではライフが尽きるとステージの初めからの再開だったが本作ではステージ内のチェックポイントから再開する。ステージクリア時には獲得スコアとC・B・Sの3段階評価が表示され、その結果はオンラインランキングにアップロードされる。

## 評価
- The Game Awards 2019（英語版） 「Fresh Indie Game Presented by Subway」ノミネート（DeadToast Entertainmentとしてのノミネート）[18]
- Nordic Game Awards 2020 「Best Debut」受賞[19]